# Keppeln
Keppeln ist ein Ortsteil der Gemeinde Uedem im Kreis Kleve in Nordrhein-Westfalen. Bis 1969 war Keppeln eine eigenständige Gemeinde.

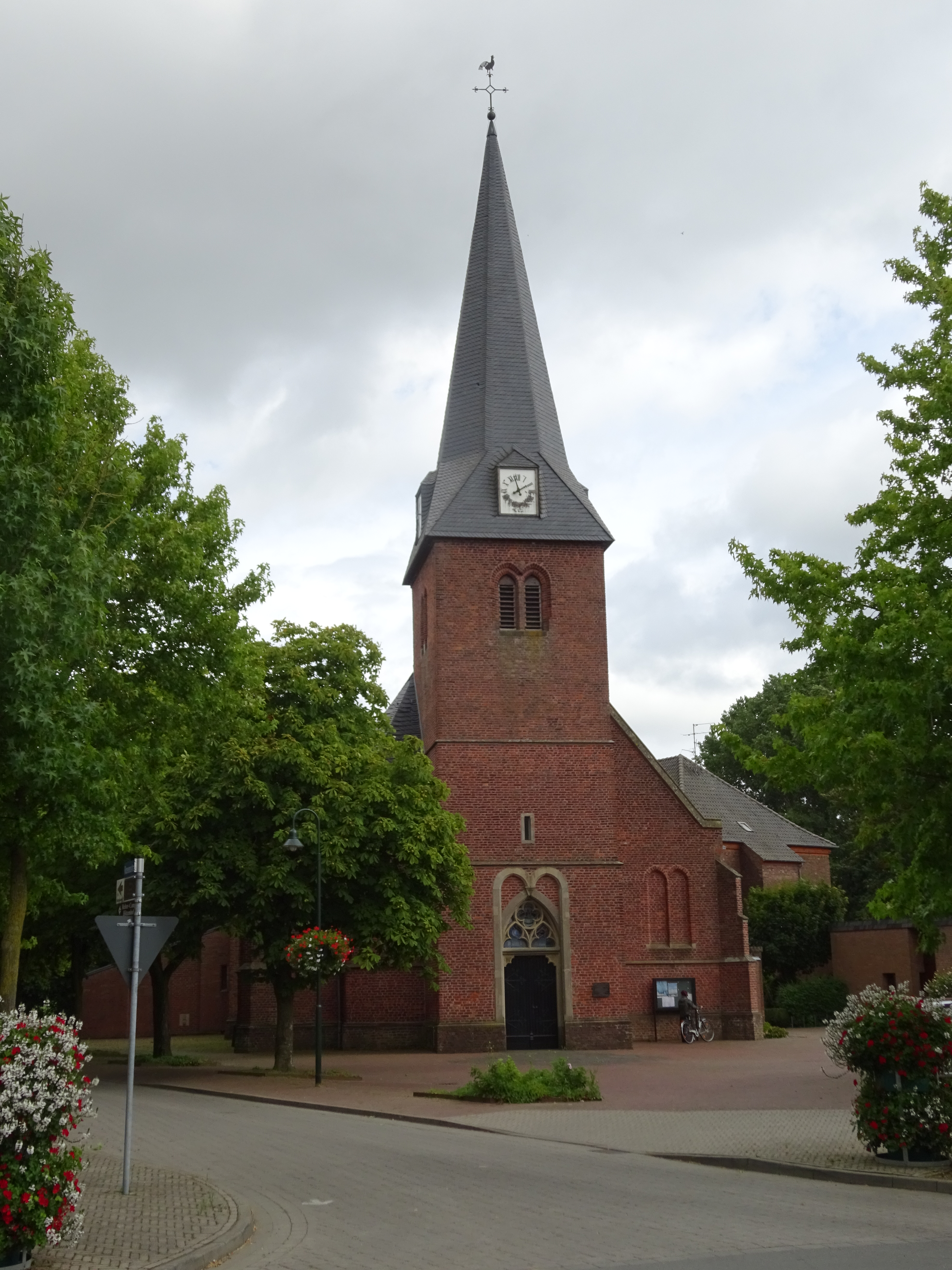
Die Keppelner Sankt-Jodokus-Kirche

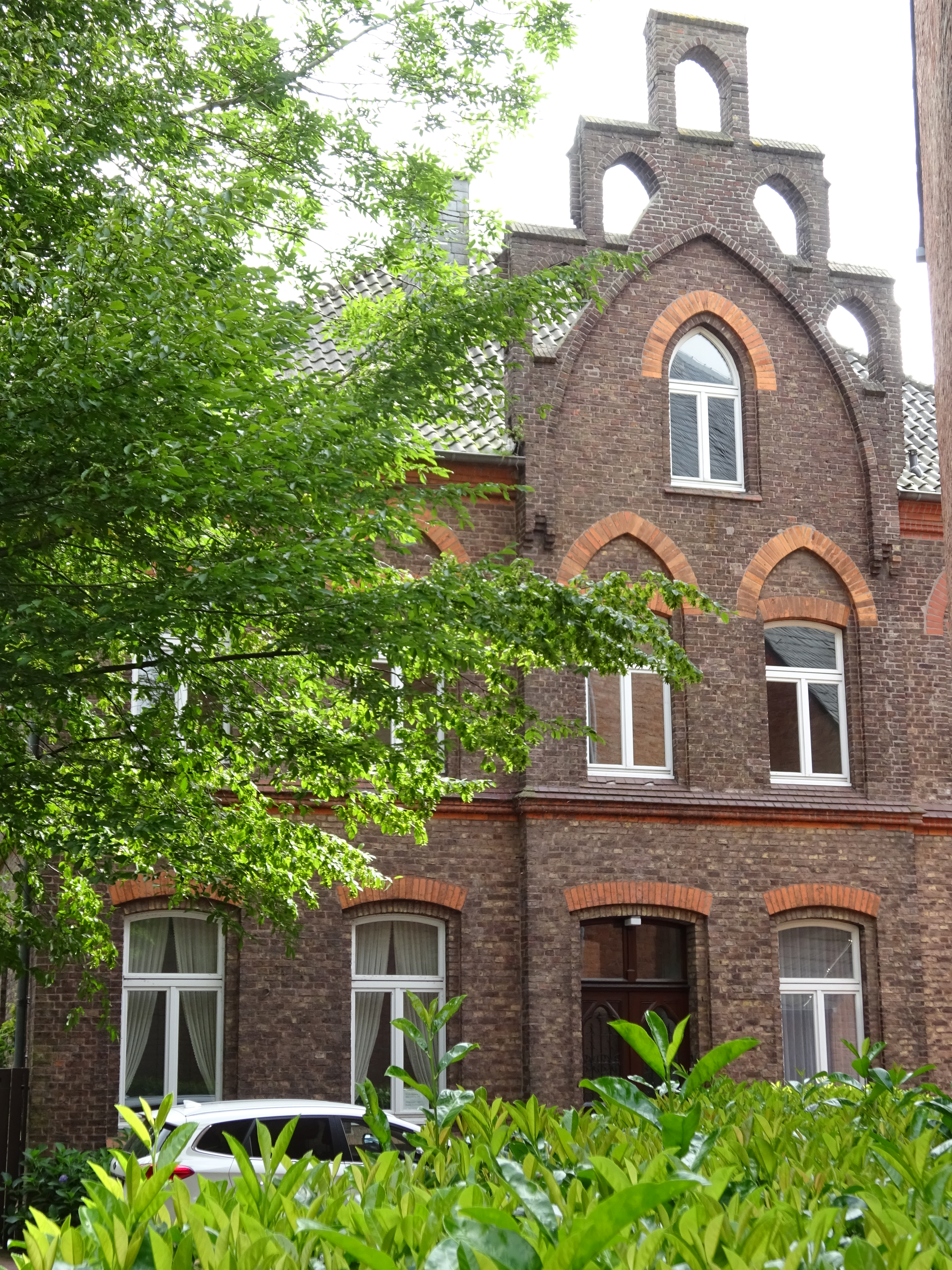
Das Keppelner Pfarrhaus

## Geographie
Das Kirchdorf Keppeln liegt etwa zwei Kilometer nördlich des Kernorts von Uedem. Zu Keppeln gehören außerdem die alten Bauerschaften Buchholt, Halvenboom, Heidkamp, Hollen, Steeg, Totenhügel und Verkält.

## Geschichte
Die erste urkundliche Erwähnung von Keppeln stammt von einer Urkunde des Stifts Xanten aus dem Jahr 1173. Der Ortsname bezieht sich auf den Standort einer Kapelle. Seit 1441 bildete Keppeln eine eigene Pfarrei und 1485 wurde die heute noch bestehende Kirche erbaut.
Seit dem 19. Jahrhundert bildete Keppeln eine Landgemeinde in der Bürgermeisterei Keppeln (seit 1945 Amt Uedem) im Kreis Kleve im Regierungsbezirk Düsseldorf. Im Zweiten Weltkrieg wurde Keppeln mit seinen Bauerschaften im Februar 1945 durch schwere Bombenangriffe, langanhaltendes Artilleriefeuer und in tagelangen Kämpfen fast völlig zerstört. In der Bauerschaft Totenhügel kam es dabei im Rahmen der Operation Blockbuster zu einer mehrtägigen verlustreichen Panzerschlacht zwischen der Wehrmacht und kanadischen Streitkräften.
Am 1. Juli 1969 wurde Keppeln durch das Gesetz zur Neugliederung des Landkreises Kleve in die Gemeinde Uedem eingegliedert.

## Einwohnerentwicklung
| Jahr | Einwohner | Quelle |
| ---- | --------- | ------ |
| 1832 | 1460      | [ 3 ]  |
| 1871 | 1404      | [ 4 ]  |
| 1885 | 1445      | [ 5 ]  |
| 1910 | 1486      | [ 6 ]  |
| 1925 | 1453      | [ 7 ]  |
| 1939 | 1324      | [ 8 ]  |
| 2018 | 1600      | [ 1 ]  |

## Baudenkmal
Die Pfarrkirche St. Jodokus, das Pfarrhaus in der Rosenstraße 6, das Hallenhaus in der Verkältstraße 35, das Bauernhaus am Loefschen Weg 3 und ein Hochkreuz auf dem Keppelner Friedhof stehen unter Denkmalschutz.

## Kultur
Träger des örtlichen Brauchtums sind die Böllerschützengruppe St. Barbara Keppeln und die Katholische Landjugendbewegung Keppeln (KLJB Keppeln e.V.).

## Sport
Der örtliche Sportverein ist der SV Fortuna Keppeln 1931.